# سیارک ۲۳۷۵۶
سیارک ۲۳۷۵۶ (به انگلیسی: 23756 Daniellozano، نامگذاری:1998KE47) بیست و سه هزار و هفتصد و پنجاه و ششمین سیارک کشف شده‌است که در ۲۲ مه ۱۹۹۸ کشف شد.
قدر مطلق سیارک برابر ۱۱.۲ است.